# Valentin Areh
Valentin Areh, slovenski novinar, vojni dopisnik in pisatelj, * 22. avgust 1971, Ljubljana.
Areh je leta 1997 na Filozofski fakulteti Univerze v Ljubljani diplomiral iz zgodovine in sociologije, leta 2003 je tam končal podiplomski magistrski študij iz socioloških vidikov ameriškega volilnega sistema. Kot vojak je od leta 1990 do 1991 služil v JLA v Kninski krajini, leta 1991 pa sodeloval v vojni za Slovenijo in bil odlikovan z značko Zvest domovini. V letih od 1991 do 1995 je kot vojni dopisnik poročal iz vojn na Hrvaškem in Bosni in Hercegovini, od leta 1996 do 1998 iz Bližnjega vzhoda, od 1998 do 1999 iz Kosova, leta 2000 iz Čečenije, leta 2001 iz Makedonije in Afganistana in leta 2003 iz Iraka. 
Od leta 1996 do 2010 je delal na televiziji POP TV, in sicer kot vojni dopisnik in novinar zunanje redakcije oddaje 24UR. Od leta 2010 do 2024 je bil zaposlen v informativnem programu TV Slovenija.
17. junija 2024 je postal odgovorni urednik spletne in tiskane izdaje medija Domovina.

## Dela
- Afganistan: Zgodbe vojnega dopisnika, Ljubljana, 2002.
- Sadam Husein al Tikriti, Ljubljana, 2004.
- Kri v puščavskem pesku, Ljubljana, 2004.
- Strukturalna analiza elektorskih volitev, Ljubljana, 2004.